# فيكتوريا أميرة المملكة المتحدة

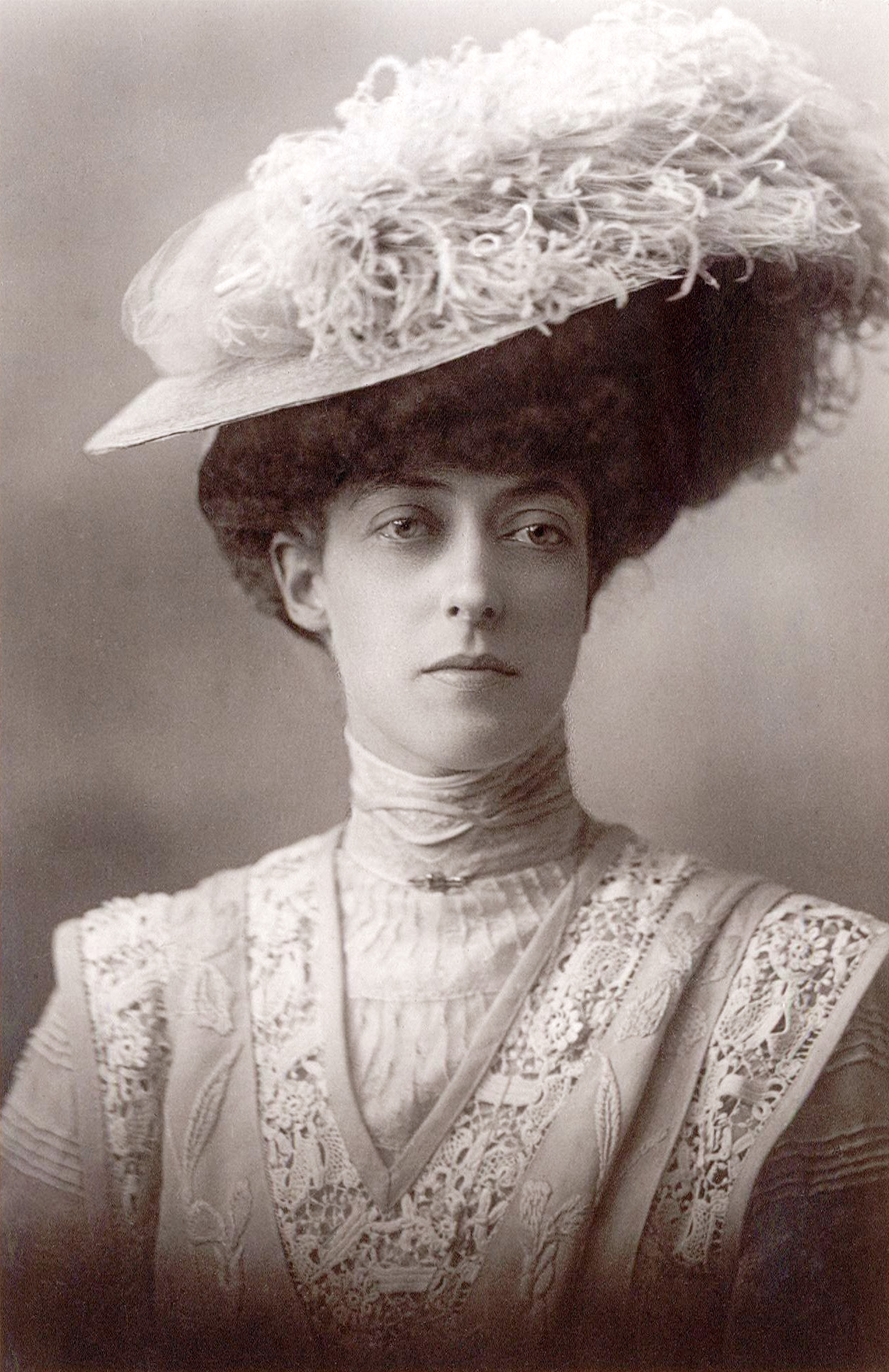
فيكتوريا أميرة المملكة المتحدة

الأميرة فيكتوريا (بالإنجليزية: Victoria of the United Kingdom)‏ (فيكتوريا الكسندرا أولغا مريم;6 يوليو 1868 - 3 ديسمبر 1935) تسمى أيضا «توريا»، هي عضو في العائلة المالكة البريطانية والطفلة الرابعة والابنة الثانية للملك إدوارد السابع والملكة ألكسندرا وتعتبر الشقيقة الصغرى للملك جورج الخامس وحتى عام 1901 كانت تعرف رسميا باسم الأميرة فيكتوريا ويلز.